# Eucera truttae
Eucera truttae är en biart som först beskrevs av Cockerell 1905. Den ingår i släktet långhornsbin och familjen långtungebin. Inga underarter finns listade i Catalogue of Life.

## Beskrivning
Eucera truttae är ett övervägande svart bi med rödbruna leder på benen, gråbruna övergående till rödbruna vingbaser och mörkt rökfärgade vingar med mörkt rödbruna ribbor. Hanen har clypeus och labrum gulfärgade, samt tämligen lång men gles, vitaktig päls på huvud, mellankropp, tergit 1, halva tergit 2 och en smal tvärremsta på tergit 3, medan resten av bakkroppen har kortare, Honan har liknande pälsfärg som hanen, med undantag att den vitaktiga pälsen på huvud, mellankropp och de två främre tergiterna är ljust gulbruna snarare än vita. Det smala bandet på tergit 3 är emellertid vitt även hos honan. Kroppslängde hos hanen är omkring 12 mm, och bakvingarna, som är de längsta vingarna, har en längd för vardera vingen på omkring 9 mm. Honan är något större, med en medelkroppslängd på 14 mm, och en vinglängd på nästan 10 mm.

## Utbredning
Arten förekommer i Arizona och New Mexico i USA.

## Ekologi
Litet är känt om artens levnadsförhållanden, men den har påträffats på irisen Iris missouriensis.